# Konsul (film)
Konsul – polska komedia kryminalna z 1989 roku w reżyserii Mirosława Borka, oparta na życiorysie Czesława Śliwy – jednego z największych oszustów w czasach Polskiej Rzeczypospolitej Ludowej.

## Tło historyczne i fabuła

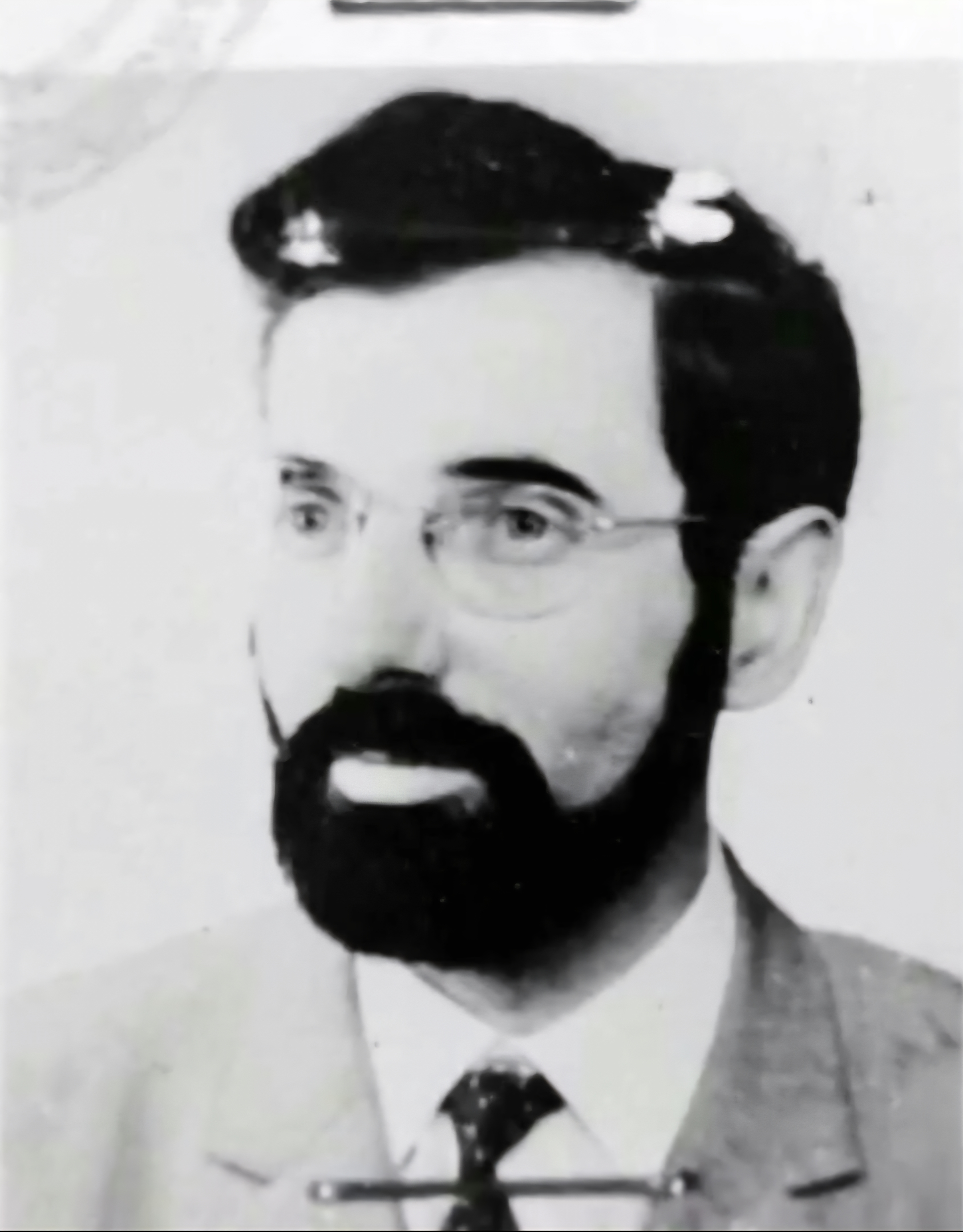
Czesław Śliwa, pierwowzór bohatera filmu (zdj. opubl. w 1970)

Pierwowzorem protagonisty filmu był Czesław Śliwa (właściwie Jacek Silber), urodzony w 1932 roku w żydowskiej rodzinie pod Rzeszowem, a podczas II wojny światowej został ukryty pod fałszywym nazwiskiem u polskiej rodziny. Od wczesnej młodości zajmował się oszustwami, podszywając się pod różnych inżynierów za pomocą sfałszowanych dokumentów, za co kilkakrotnie trafiał do więzienia. Jego największym osiągnięciem było założenie we Wrocławiu jesienią 1969 roku fałszywego konsulatu Austrii, gdzie przez trzy miesiące udawał konsula austriackiego, oszukując lokalne władze, hotele i obywateli, wyłudzając przy tym setki tysięcy złotych. Jego mistyfikacja została zdemaskowana, gdy dyrekcja hotelu „Monopol” skontaktowała się z austriacką ambasadą w Warszawie w sprawie nieopłaconych rachunków. Został aresztowany 28 listopada 1969 roku i skazany na 7 lat więzienia, gdzie zmarł w niejasnych okolicznościach po połknięciu metalowego przedmiotu przy próbie uzyskania przeniesienia do lepszej jednostki penitencjarnej.
Bohater filmu Konsul, Czesław Wiśniak, wychodzi z więzienia na zwolnienie warunkowe. Sprzedaje rzeczy, które nie istnieją. Przedstawiając się jako doktorant AGH, otrzymuje etat technologa. W szpitalu udaje brata członka Biura Politycznego. Wreszcie wpada na pomysł, by podawać się za dyplomatę we Wrocławiu. Podrabia pieczątki, wystawia fałszywe dokumenty, urządza wystawny bankiet i jako dr Jacek Ben Silberstein odbywa liczne spotkania z przedstawicielami lokalnych władz, podając się za konsula, który ma otworzyć konsulat Austrii.

## Obsada aktorska
Źródło: FilmPolski.pl

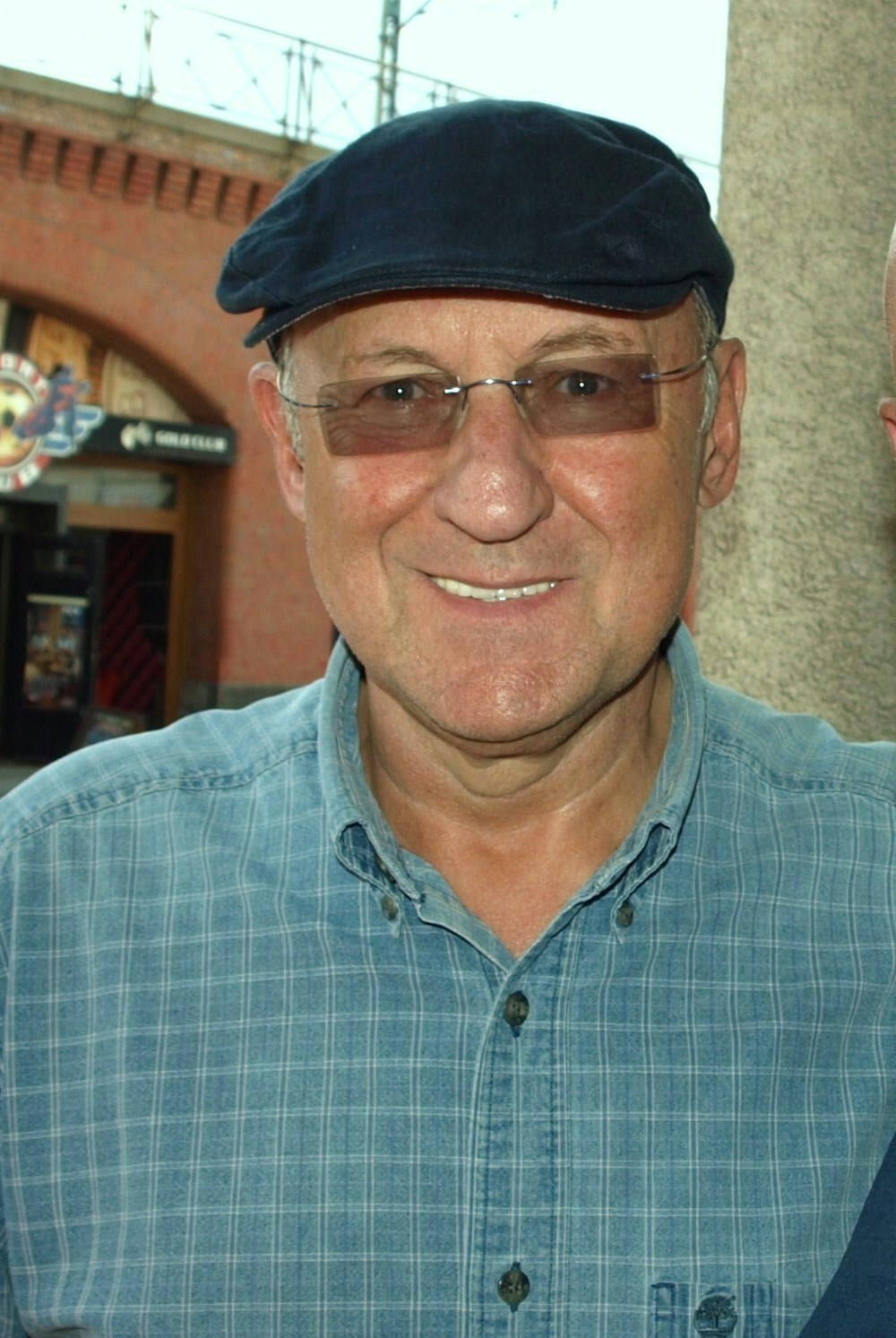
Piotr Fronczewski, odtwórca głównej roli (2014)

- Piotr Fronczewski – Czesław Wiśniak vel Jacek Ben Silberstein, konsul austriacki
- Maria Pakulnis – Anka, kochanka Wiśniaka
- Krzysztof Zaleski – Roman „Gruby”, mąż Anki
- Jerzy Bończak – taksówkarz Zdzisław Mitura
- Kazimierz Ostrowicz – ojciec Mitury
- Gustaw Lutkiewicz – sędzia
- Grażyna Krukówna – Janka, żona Andrzeja
- Henryk Bista – Marian Ługowski, dyrektor zakładów
- Maciej Góraj – Andrzej, kolega Wiśniaka z celi
- Ryszard Kotys – sekretarz PZPR
- Jerzy Łapiński – dyrektor szpitala
- Jerzy Schejbal – ordynator
- Renata Pałys – pielęgniarka
- Danuta Kowalska – Krysia, wspólniczka Wiśniaka
- Janusz Bukowski – Jan Guz, dyrektor wydziału organizacyjno-prawnego w Urzędzie Wojewódzkim
- Zbigniew Lesień – „attaché” Krzysztof Jankowski
- Leon Niemczyk – Jerzy Berger, dyrektor Wydziału Konsularnego URM
- Edwin Petrykat – adwokat Wiśniaka
- Jerzy Mularczyk – adwokat Wiśniaka
- Eliasz Kuziemski – notariusz
- Jacek Strzemżalski – pracownik zakładów
- Stanisław Melski – tajniak zaczepiający Annę w hotelu „Monopol”
- Hanna Maria Giza – żona Mitury
- Miłogost Reczek – adwokat Wiśniaka

## Produkcja
Zdjęcia kręcono we Wrocławiu, Siechnicach, Otwocku, Karczewie, Kudowie-Zdroju, Warszawie, Sopocie, Gdyni i Gdańsku.
W 2018 roku film został poddany cyfrowej rekonstrukcji. Film w wersji zrekonstruowanej cyfrowo jest dostępny na platformie streamingowej 35mm.online.

## Nagrody
| Rok  | Festiwal/instytucja                                     | Nagroda                                                                          | Nominowani    | Wynik   |
| ---- | ------------------------------------------------------- | -------------------------------------------------------------------------------- | ------------- | ------- |
| 1989 | Koszaliński Festiwal Debiutów Filmowych „Młodzi i Film” | Nagroda za debiut reżyserski                                                     | Mirosław Bork | Wygrana |
| 1989 | Komitet Kinematografii                                  | Nagroda Szefa Kinematografii za twórczość filmową w dziedzinie filmu fabularnego | Mirosław Bork | Wygrana |
| 1989 | Międzynarodowy Festiwal Filmowy w San Sebastián         | Nagroda za reżyserię                                                             | Mirosław Bork | Wygrana |